# Кодиров, Фуруг Пулодович
Фуруг Пулодович Кодиров (2 октября 1992, Душанбе, Таджикистан) — таджикский футболист, защитник клуба «ЦСКА-Памир». Выступает за национальную сборную Таджикистана.

## Клубная карьера
В футбол пришёл в 1999 году. Воспитанник ФК «Динамо» (Душанбе). Первый тренер — Валерий Урунов. В «Динамо» он начинал свою карьеру. С 2011 года Кодиров играет в «ЦСКА-Памире».

## Карьера в сборной
Фуруг Кодиров входил в состав юношеской сборной Таджикистана, которая сумела пробиться в плей-офф юношеского чемпионата мира 2007 года (до 17 лет). Позднее защитник играл в молодёжной сборную Таджикистана.
За национальную сборную он дебютировал в 2011 году. На данный момент Кодиров сыграл за неё две игры.